# Risci
Ne doit pas être confondu avec Risci-Peulh.
Risci, également appelé Risci-Mossi, est une localité située dans le département de Ouahigouya de la province du Yatenga dans la région Nord au Burkina Faso.

## Géographie
Risci – ou Risci-Mossi par distinction du village de Risci-Peulh distant de quelques centaines de mètres à l'est mais localisé dans le département voisin de Tangaye – est situé à 7 km au sud-ouest du centre de Ouahigouya et à 3 km au sud-ouest de Bembéla et de la route nationale 10 reliant Ouahigouya à Bobo-Dioulasso.

## Santé et éducation
Le centre de soins le plus proche de Risci est le centre de santé et de promotion sociale (CSPS) de Bembéla tandis que le centre hospitalier régional (CHR) se trouve à Ouahigouya.